# Lodwar
Lodwar – miasto w Kenii, nad rzeką Turkwel. Stolica hrabstwa Turkana. W 2019 liczyło 83 tys. mieszkańców.